# 香港認知障礙症協會

香港認知障礙症協會（英語：Hong Kong Alzheimer's Disease Association），前稱香港老年痴呆症協會，於1995年成立，為國際阿爾茲海默症協會(ADI)在港的唯一會員，是全港第一間專門提供認知障礙症服務的非牟利及自負盈虧機構。
本會致力為認知障礙症患者、家屬及照顧者提供專業及多元化非藥物治療活動及服務。同時，提供不同程度的培訓和教育予專業人士、護老者及社會大眾，加強他們對認知障礙症的認識並且關注大腦健康，以期達致早檢測、早診治、早準備，抵禦大腦退化。
本會多年來不斷為服務注入新元素。近年，本會的跨專業團隊，包括醫生、心理學家、職業治療師及社工依據中國儒家六藝―禮、樂、射、御、書、數的概念，設計出一系列「六藝® 」全人多元智能健腦活動以預防及延緩認知退化

## 架構

### 顧問督導委員會
主席
趙宗義律師
委員
汪國成教授
周永新教授
馬天競醫生
當然委員
戴樂群醫生

### 執行委員會
主席
戴樂群醫生
副主席（內務）
譚鉅富醫生
副主席（外務）
吳義銘醫生
義務司庫
錢黃碧君教授
義務秘書
謝偉鴻先生
委員
吳紹平先生
李鳳琼女士
陳肖齡女士
陳恩賜先生
陳婉雯女士
馬漢明醫生
賴錦玉教授

## 外部連結
- 香港認知障礙症協會 （页面存档备份，存于）